# Карамай (месторождение)
Карама́й (уйг. Қарамай‎) — крупное нефтегазовое месторождение в западной части Китая, в Синьцзяне. Открыто в 1955 году.
Карамай с тюркского означает «чёрное масло», то есть нефть. Начальные запасы нефти — 1,5 млрд тонн, природного газа — 80 млрд м³.
Нефтегазоносность связана с отложениям мелового и юрского возраста: 5 залежей — мела и 1 залежь юры. Центр добычи — город Карамай.
Оператором месторождение является Xinjiang Oilfield, дочерняя компания китайского гиганта PetroChina. Карамайское нефтегазовое месторождение является жемчужиной PetroChina и колыбелью нефтяной промышленности Западного Китая. До обнаружения месторождения Дацин Карамай был крупнейшим месторождением в Китае. В 2007 году на Карамае было добыто порядка 12,21 млн тонн нефти и 3,4 млрд м³ газа. 2010 году должны добыть 20 млн тонн нефтяного эквивалента в год.
Добыча на месторождении началась в 1955 году, с тех пор на нём получено 253 млн тонн нефти и 34,7 млрд м³ природного газа[когда?]. 143 млн тонн нефти были переработаны на месте.